# America Ferrera
America Georgina Ferrera (sinh ngày 18 tháng 4 năm 1984) là một nữ diễn viên người Mỹ gốc Honduras. Cô từng đoạt giải Quả cầu vàng cho nữ diễn viên chính xuất sắc nhất trong bộ phim truyền hình nhiều tập Betty xấu xí.

## Tiểu sử

### Sinh ra và lớn lên
Là con út trong một gia đình có 6 anh em, mà bố mẹ là dân Honduras di cư đến Mỹ, và sinh sống tại Los Angeles California

### Sự nghiệp
Tham gia đoàn kịch địa phương từ năm 8 tuổi. Bắt đầu diễn xuất năm 2002, và xuất hiện trên một số bộ phim dài tập trên truyền hình Mỹ
Năm 2006, được biết đến và nổi tiếng từ phim Ugly Betty, một sản phẩm của hãng Colombia. Cô giành được giải thưởng quả cầu vàng cho 
vai diễn này.

### Phim ảnh
| Năm  | Tên Phim                                | Vai Diễn                          | Chú thích                            |
| ---- | --------------------------------------- | --------------------------------- | ------------------------------------ |
| 2002 | Real Women Have Curves                  | Ana Garcia                        | Vai chính                            |
| 2002 | Gotta Kick It Up!                       | Yolanda                           | Làm cho truyền hình (Disney Channel) |
| 2004 | $5.15/Hr.                               | TBA                               | Làm cho truyền hình (HBO)            |
| 2004 | Darkness Minus Twelve                   | Luiza                             | Vai chính                            |
| 2004 | Plainsong                               | Victoria Roubideaux               | Làm cho truyền hình (CBS)            |
| 2005 | How the Garcia Girls Spent Their Summer | Blanca                            | Vai chính                            |
| 2005 | The Sisterhood of the Traveling Pants   | Carmen Lowel                      | Vai chính                            |
| 2005 | Lords of Dogtown                        | Thunder Monkey                    | Appearance                           |
| 2005 | 3:52                                    | Kate                              | Vai chính                            |
| 2006 | Steel City                              | Amy Barnes                        | Vai chính                            |
| 2007 | Muertas                                 | Rebecca                           | Vai chính                            |
| 2007 | La Misma Luna                           | Marta she wasnt in the lead role. | Vai chính                            |
| 2008 | The Sisterhood of the Traveling Pants 2 | Carmen Lowel                      | Vai chính                            |
| 2008 | Tinker Bell (phim)                      | Fawn                              | Vai chính                            |
| 2010 | How to Train Your Dragon                | Astrid                            | Vai chính                            |

### Phim Tivi
| Năm      | Tên        | Vai diễn                  | Notes           |
| -------- | ---------- | ------------------------- | --------------- |
| 2006-nay | Ugly Betty | Beatriz "Betty" U. Suarez | Lead/Title Role |

### Xuất hiện với tư cách khách mời
| Năm  | Tên                            | Vai diễn    | Notes                            |
| ---- | ------------------------------ | ----------- | -------------------------------- |
| 2002 | Touched by an Angel            | Charlee     | "The Word" (episode 4, season 9) |
| 2004 | CSI: Crime Scene Investigation | April Perez | "Harvest" (episode 3, season 5)  |

## Giải thưởng và đề cử
| Năm  | Giải                                                                      | Hạng mục                                                                  | Kết quả   |
| ---- | ------------------------------------------------------------------------- | ------------------------------------------------------------------------- | --------- |
| 2009 | NAACP Image Awards                                                        | Outstanding Actress in a Comedy Series                                    | TBA       |
| 2008 | NAACP Image Awards                                                        | Outstanding Actress in a Comedy Series                                    | Won       |
| 2007 | NAACP Image Awards                                                        | Outstanding Actress in a Comedy Series                                    | Nominated |
| 2009 | Golden Globe Awards                                                       | Best Performance by an Actress in a Television Series - Comedy or Musical | Nominated |
| 2008 | Golden Globe Awards                                                       | Best Performance by an Actress in a Television Series - Comedy or Musical | Nominated |
| 2007 | Golden Globe Awards                                                       | Best Performance by an Actress in a Television Series - Comedy or Musical | Won       |
| 2007 | Satellite Awards                                                          | Best Actress in a Series - Comedy or Musical                              | Won       |
| 2009 | Screen Actors Guild Awards                                                | Outstanding Performance by a Female Actor in a Television Comedy Series   | Nominated |
| 2008 | Screen Actors Guild Awards                                                | Outstanding Performance by a Female Actor in a Television Comedy Series   | Nominated |
| 2008 | Screen Actors Guild Awards                                                | Outstanding Performance by an Ensemble Cast in a Comedy Series            | Nominated |
| 2007 | Screen Actors Guild Awards                                                | Outstanding Performance by a Female Actor in a Television Comedy Series   | Won       |
| 2007 | Screen Actors Guild Awards                                                | Outstanding Performance by an Ensemble Cast in a Comedy Series            | Nominated |
| 2008 | Primetime Emmy Awards                                                     | Outstanding Lead Actress in a Comedy Series                               | Nominated |
| 2007 | Primetime Emmy Awards                                                     | Outstanding Lead Actress in a Comedy Series                               | Won       |
| 2007 | 1st Annual Wave Awards, Academy of Wireless Arts, Video and Entertainment | 2007 Favorite Clipped (from television) Comedy Artist                     | Won       |
| 2009 | Image Awards                                                              | Favorite Actress in a Comedy Series                                       | TBA       |
| 2008 | Image Awards                                                              | Favorite Actress in a Comedy Series                                       | Won       |
| 2007 | Teen Choice Awards                                                        | Choice TV: Breakout                                                       | Won       |
| 2007 | Teen Choice Awards                                                        | Choice TV Actress-Comedy                                                  | Nominated |
| 2008 | Teen Choice Awards                                                        | Choice TV Actress-Comedy                                                  | Nominated |
| 2007 | Imagen Foundation Awards                                                  | Best Television Actress                                                   | Won       |
| 2007 | Imagen Foundation Awards                                                  | Outstanding Achievement Award                                             | Won       |
| 2007 | Time Magazine                                                             | 100 Most Influential People                                               | Won       |
| 2008 | ALMA Awards                                                               | Chevrolet Entertainer of the year                                         | Won       |
| 2023 | 96th Academy Awards                                                       | Best Supporting Actress                                                   | Nominated |